# حوار متوسطي

الحوار المتوسطي ، هو منتدى للتعاون بين الناتو وسبع دول في البحر الأبيض المتوسط. هدفها المعلن هو «إقامة علاقات جيدة وتفاهم وثقة متبادلين أفضل في جميع أنحاء المنطقة ، وتعزيز الأمن والاستقرار الإقليميين ، وشرح سياسات وأهداف الناتو».
تم الإعلان عن الحوار المتوسطي ما بين دول حلف شمال الأطلسي وسبع دول ليست عضوًا في الحلف عام 1994 بهدف تأسيس علاقات جيدة وتفاهما ثنائيا أفضل عبر دول البحر الأبيض المتوسط، إلى جانب الترويج للأمن والاستقرار الإقليمي. وقد أعلنت دول الحلف خلال الاجتماع الوزاري الذي عقد في شهر ديسمبر 2003 عن عزمها تنمية إطار للحوار المتوسطي أكثر طموحا وتوسعا.

## الأعضاء
- مصر (انضمت في فبراير 1995)
- إسرائيل (انضمت في فبراير 1995)
- موريتانيا (انضمت في فبراير 1995)
- المغرب (انضمت في فبراير 1995)
- تونس (انضمت في فبراير 1995)
- الأردن (انضمت في نوفمبر 1995)
- الجزائر[5] (انضمت في 2000)